# Canton de Pont-en-Royans
Le canton de Pont-en-Royans est une ancienne division administrative française située dans le département de l'Isère et la région Rhône-Alpes jusqu'en 2015.

## Géographie
Ce canton était organisé autour de Pont-en-Royans dans l'arrondissement de Grenoble. Son altitude variait de 160 m (Beauvoir-en-Royans) à 1 625 m (Rencurel) pour une altitude moyenne de 438 m.

## Représentation

### Conseillers d'arrondissement (de 1833 à 1940)
Le canton de Pont-en-Royans appartenait à l'arrondissement de Saint-Marcellin jusqu'à sa disparition en 1926.
| Période                                  | Période | Identité                                  | Étiquette | Qualité |
| ---------------------------------------- | ------- | ----------------------------------------- | --------- | --- |
| 1833                                     | 1848    | Antoine Ignace Bruno Marchand (1783-1865) |           | Notaire, maire de Pont-en-Royans                                                                            |
|                                          |         |                                           |           | |
| av.1895                                  |         | Jules Liothain (1840-1926)                |           | Propriétaire, maire de Saint-Romans                                                                         |
|                                          |         |                                           |           | |
|                                          | 1937    | Adrien Belle                              | Rad.      | |
| 1937                                     | 1940    | Lucien Liothain (1882-1945)               | Rad.      | Cultivateur, maire de Saint-Romans                                                                          |
| 1940                                     |         |                                           |           | Les conseils d'arrondissement ont été suspendus par la loi du 12 octobre 1940 et n'ont jamais été réactivés |
| Les données manquantes sont à compléter. |         |                                           |           | |

### Conseillers généraux de 1833 à 2015
| Période | Période          | Identité                                                  | Étiquette            | Qualité                                                                                           |
| ------- | ---------------- | --------------------------------------------------------- | -------------------- | ------------------------------------------------------------------------------------------------- |
| 1833    | 1835 (démission) | Jules Arnaud                                              |                      | Négociant à Grenoble                                                                              |
| 1835    | 1848             | Ernest Sébastien Vincent de Ferrier de Montal (1801-1878) |                      | Ancien lieutenant de chasseurs Conseiller à la Cour royale de Grenoble                            |
| 1848    | 1852             | Antoine Ignace Bruno Marchand                             |                      | Ancien notaire et juge de paix Propriétaire rentier à Pont-en-Royans, conseiller d'arrondissement |
| 1852    | 1861             | Urbain Cournier                                           |                      | Manufacturier, propriétaire à Saint-Romans                                                        |
| 1861    | 1871             | Paul Eustache Antoine Eugène Bonafous                     |                      | Premier Président de la Cour de Grenoble                                                          |
| 1871    | 1874             | Pierre Louis Gérôme Gustave de Combarieu                  |                      | Ancien capitaine de frégate, Grenoble                                                             |
| 1874    | 1883             | Émile Morel                                               |                      | Propriétaire, maire de Tullins                                                                    |
| 1883    | 1901 (décès)     | François Guillet                                          | Rad.                 | Propriétaire à Pont-en-Royans, délégué cantonal                                                   |
| 1902    | 1935 (décès)     | Joseph Vallier                                            | Rad.                 | Avocat Sénateur (1920-1935) Conseiller municipal de Grenoble                                      |
| 1935    | 1940             | Victor Carrier (1899-1944)                                | Rad.                 | Médecin, conseiller municipal de Saint-Marcellin Assassiné par la Gestapo                         |
|         |                  |                                                           |                      |                                                                                                   |
| 1945    | 1951             | Jean Lody (1910-1972)                                     | Rad.                 | Boucher à Pont-en-Royans                                                                          |
| 1951    | 1967 (démission) | André Martin                                              | Rad.                 |                                                                                                   |
| 1967    | 1976             | Pierre Salazard                                           | DVG puis Gaulliste   | Exploitant forestier Maire de Rencurel                                                            |
| 1976    | 1994             | Yves Pillet                                               | PS                   | Professeur d'histoire et géographie Député (1988-1993) Maire de Pont-en-Royans (1977-2014)        |
| 1994    | 2015             | Bernard Pérazio                                           | RPR puis DVD puis SE | Agriculteur Ancien maire d'Auberives-en-Royans Elu en 2015 dans le Canton du Sud Grésivaudan      |

## Composition
Le canton de Pont-en-Royans groupait douze communes et comptait 5 621 habitants (recensement de 1999 sans doubles comptes).
| Nom                        | Code Insee | Intercommunalité                            | Superficie (km2) | Population (dernière pop. légale) | Densité (hab./km2) |
| -------------------------- | ---------- | ------------------------------------------- | ---------------- | --------------------------------- | ------------------ |
| Pont-en-Royans (chef-lieu) | 38319      | CC Saint-Marcellin Vercors Isère Communauté | 2,90             | 788 (2014)                        | 272                |
| Auberives-en-Royans        | 38018      | CC Saint-Marcellin Vercors Isère Communauté | 5,07             | 372 (2014)                        | 73                 |
| Beauvoir-en-Royans         | 38036      | CC Saint-Marcellin Vercors Isère Communauté | 2,10             | 87 (2014)                         | 41                 |
| Châtelus                   | 38092      | CC Saint-Marcellin Vercors Isère Communauté | 12,30            | 95 (2014)                         | 7,7                |
| Choranche                  | 38108      | CC Saint-Marcellin Vercors Isère Communauté | 10,63            | 127 (2014)                        | 12                 |
| Izeron                     | 38195      | CC Saint-Marcellin Vercors Isère Communauté | 17,19            | 712 (2014)                        | 41                 |
| Presles                    | 38322      | CC Saint-Marcellin Vercors Isère Communauté | 25,68            | 92 (2014)                         | 3,6                |
| Rencurel                   | 38333      | CC Saint-Marcellin Vercors Isère Communauté | 34,63            | 294 (2014)                        | 8,5                |
| Saint-André-en-Royans      | 38356      | CC Saint-Marcellin Vercors Isère Communauté | 10,42            | 323 (2014)                        | 31                 |
| Saint-Just-de-Claix        | 38409      | CC Saint-Marcellin Vercors Isère Communauté | 11,59            | 1 195 (2014)                      | 103                |
| Saint-Pierre-de-Chérennes  | 38443      | CC Saint-Marcellin Vercors Isère Communauté | 12,03            | 485 (2014)                        | 40                 |
| Saint-Romans               | 38453      | CC Saint-Marcellin Vercors Isère Communauté | 17,04            | 1 767 (2014)                      | 104                |

## Démographie
| 1962  | 1968  | 1975  | 1982  | 1990  | 1999  | 2006  | 2011  | 2012  |
| ----- | ----- | ----- | ----- | ----- | ----- | ----- | ----- | ----- |
| 4 921 | 4 826 | 4 613 | 5 147 | 5 273 | 5 621 | 6 216 | 6 415 | 6 398 |

## Redécoupage des cantons de l'Isère en 2015
D'après la nouvelle carte des cantons de l'Isère présentée par le préfet Richard Samuel et votée par l'Assemblée départementale de l'Isère le 23 novembre 2013 : les 12 communes du canton de Pont-en-Royans sont rattachées depuis 2015, avec entre autres celles du canton de Saint-Marcellin, au canton du Sud Grésivaudan.